# Esferoplast

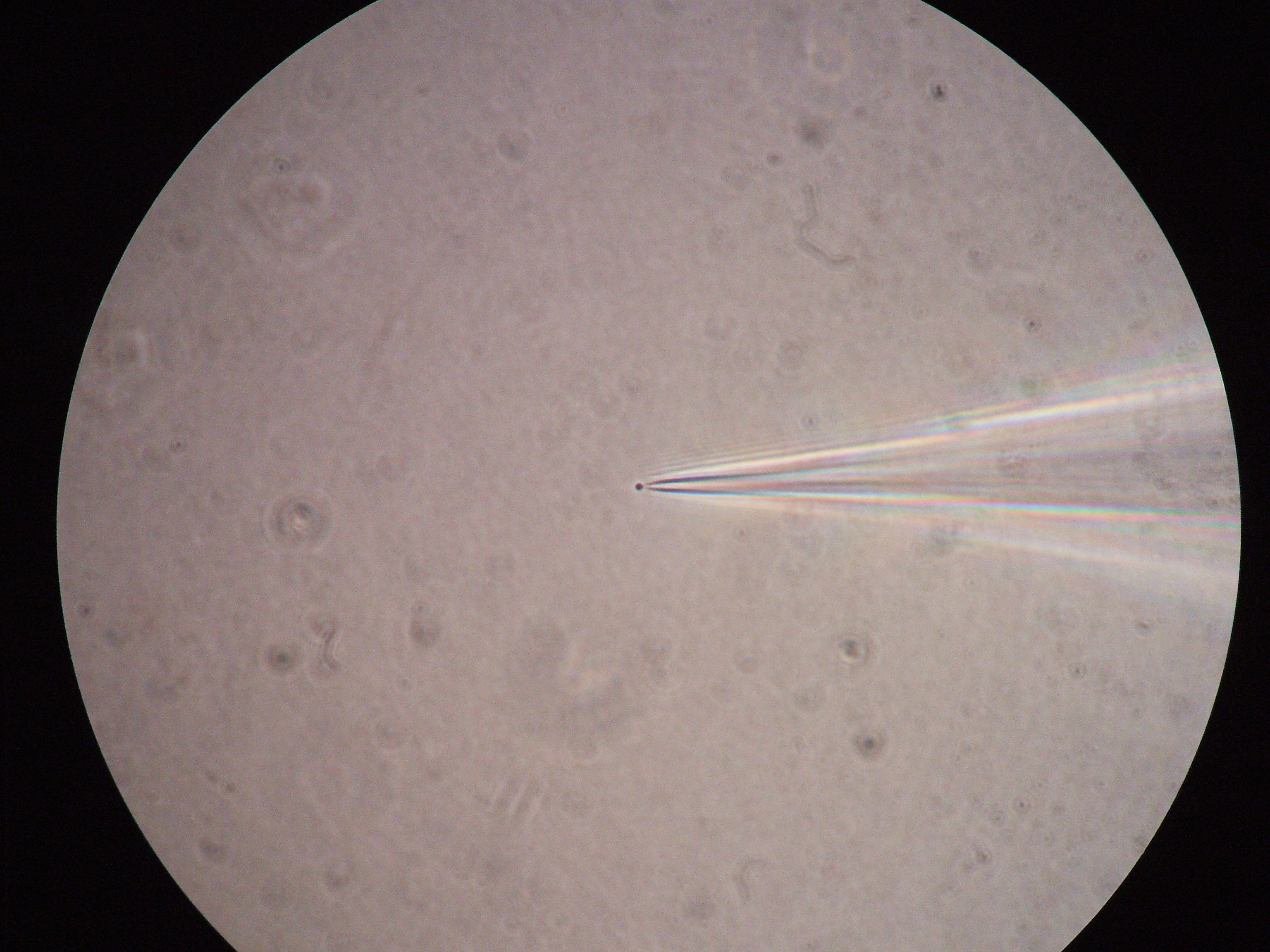
Un esferoplast dE.coli agafat amb una pipeta de vidre.

Un esferoplast és una cèl·lula de la qual la paret cel·lular s'ha extret gairebé completament per l'acció de la penicil·lina. La forma esfèrica és fràgil i per lisi es transfereix a una solució hipotònica.

## Usos i aplicacions
Des de la dècada de 1960s fins a la de 1990 Merck and Co. utilitzaren una pantalla d'esferoblasts com a mèotde principal per descobrir antibiòtics que inhibeixen la biosíntesi de parets cel·lulars.
Esferoblasts gegants de bacteris gramnegatius serveixen per estudiar la funció dels canals iònics bacterians amb una tàcnica anomenada patch clamp.
La tècnica dels esferoblasts permet travessar la gruixuda paret cel·lular dels llevats i extreure'n les proteïnes a través de la lisi.
Els esferoblasts bacterians, inserint l'adequat ADN recombinant, permeten fer la transfecció de cèl·lules animals i que aquests incorporin l'ADN forà.